# Ропалостилис вкусный
Ропалостилис вкусный (лат. Rhopalostylis sapida; маорийское название — никау (маори nikau) — вид из рода Ропалостилис (Rhopalostylis) семейства Пальмовые (Arecaceae). Эндемик Новой Зеландии.

## Распространение
Встречается на территории почти всей Новой Зеландии: на острове Северный, Южный (от Марлборо-Саундс и Нельсона до Окарито на западе и полуострова Банкс на востоке), островах Чатем и Питт. Ропалостилис вкусный, произрастающий на островах Чатем, несколько отличается от растений, произрастающих на остальной территории: у него более крупные листья и плоды, а стебли покрыты более толстым слоем волокна. Растение произрастает преимущественно в прибрежных и низменных лесах до высоты 700 м над уровнем моря.

## Биологическое описание
Ропалостилис вкусный — дерево высотой 15 м. Ствол покрыт серо-зелёными листовыми рубцами. Диаметр — около 25 см. Листья длиной до 3 м, листочки — до 1 м. Листья бледно-серо-зелёные, менее изогнутые у верхушки, чем у вида Rhopalostylis baueri, доли листа более узкие и более жёсткие на ощупь. Обёртка — около 300×150 мм, варьирует от розового до жёлтого цвета, рано опадает.
Соцветие с множеством веток, длиной 200—400 мм. Цветки сидячие, однополые, лиловые или розовые. Мужские цветки в парах, с 6 тычинками. Женские цветки одиночные, с мелкими стаминодиями. Цветение длится с ноября по апрель, растение даёт до трёх соцветий. Плоды размером 10×7 мм, овально-продолговатые, мякоть красная. Плодоношение с февраля по ноябрь.

## Взаимоотношения с животными
Плоды поедаются местным видом голубей Hemiphaga novaeseelandiae, который является основным распространителем семян данного вида. Изредка семена поедают южный киви (Apteryx australis) и кокако (Callaeas cinerea).
Завезённый на Новую Зеландию австралийский щеткохвостый поссум (лисий кузу) повреждает соцветия пальмы, препятствуя нормальному плодоношению. В период высокой численности вида в 1978—1983 годах успешно плодоносить могла лишь одна пальма из 9 на исследованном участке леса. При полном истреблении поссумов на данном участке нормальное плодоношение восстанавливалось; схожий эффект наблюдался там же у другого вида растений — хинау (Elaeocarpus dentatus). Крысы питаются семенами и проростками данной пальмы, препятствуя нормальному воспроизводству, но лишь изредка повреждают соцветия. Одичавшие свиньи истребляют проростки пальмы.

## Использование
Древесина этого дерева широко использовалась в прошлом представителями новозеландского народа маори в строительстве. Кроме того, сок растения использовался в качестве напитка беременными женщинами для облегчения родов.
Вид выращивается в качестве комнатного растения. В комнатной культуре не требует высокой температуры и не страдает от сухости воздуха. Оптимальная температура зимнего содержания — 10—12 °C. Растение требовательно к освещению зимой, нуждается в лёгком притенении от прямых солнечных лучей летом. Требовательно к поливу, не переносит пересушки земляного кома, но зимой может пострадать от избыточного увлажнения почвы. В почву необходимо примешивать некоторое количество толчёного древесного угля, а при пересадке растение необходимо слегка заглублять в почву, поскольку по мере роста пальма приподнимается на корнях.
При обмывании растения не рекомендуется удалять опушение на черешке листа и вдоль средней жилки.
Размножается семенами. При образовании первых листьев молодое растение образует «пятку», повреждение или удаление которой приводит к гибели растения. Надземный прямой ствол начинает формироваться к 25—30 годам.